# ألبرتو لوبيز (لاعب كرة قدم غواتيمالي)
ألبرتو لوبيز (بالإسبانية: Alberto López Oliva)‏ هو مدرب كرة قدم ولاعب كرة قدم غواتيمالي، ولد في 10 مارس 1944. شارك مع منتخب غواتيمالا لكرة القدم. أما مع النوادي، فقد لعب مع ميونيسيبال.

## وصلات خارجية
- ألبرتو لوبيز على موقع الاتحاد الدولي (مؤرشف)  (الإنجليزية)
- ألبرتو لوبيز على موقع ناشيونال فوتبول تيمز (الإنجليزية)
- ألبرتو لوبيز على موقع عالم كرة القدم.نت (الإنجليزية)
- ألبرتو لوبيز على موقع اللجنة الأولمبية الدولية (الإنجليزية)
- ألبرتو لوبيز على موقع أوليمبيديا (الإنجليزية)